# Шавлы, Стихван
Стихва́н Шавлы́ (чув. Стихван Шавли), при рождении — Степа́н Анто́нович Шумко́в (2 (15) сентября 1910 года, с. Каменка Бугульминский уезд Самарская губерния, Российская империя, — 15 февраля 1976 года, г. Чебоксары, РСФСР, СССР) — чувашский поэт и переводчик, журналист. Член Союза писателей СССР (1934), Народный поэт Чувашской АССР (1974).

## Биография
Стихван Шавлы родился в 1910 году в селе Каменка (ныне Шенталинский район Самарской области) в семье крестьянина Шумкова Антона Александровича. Степан рано приучился к крестьянскому труду, с семи лет начал гнать лошадей на ночевку, сеять, пахать, бороновать.
В виду голода в Поволжье и в связи с этим из-за сильно пострадавшего материального положения, в 1921 году вместе с родителями будущий поэт переехал в Харьков. После смерти матери до 1923 года жил и учился в детском доме. По возвращении на родину к учёбе приступил лишь в 1924 году. В этом же году перешёл на воспитание к своему дедушке.
В 1925—1927 гг. Степан учился в Туарминской семилетке, там же вступил в ряды комсомола, участвовал в самодеятельных кружках, писал свои первые стихи и печатал их в стенной газете семилетки, выступал с докладами. Затем учился в Русско-Исаклинской школе крестьянской молодежи.
В 1929 году по направлению Челно-Вершинского райкома ВКП(б) по комсомольской путёвке Степан поступил на Самарский энергорабфак, окончив три курса которого перевёлся в 1932 году в Самарский педагогический институт на факультет языка и литературы, где проучился до 1935 года.
Из-за тяжелого материального положения Шумков Степан был вынужден на время прекратить занятия в институте и уйти на гражданскую службу. В эти годы он работал корреспондентом областной чувашской газеты «Колхозник». В чувашских районах по путевке областного отдела народного образования читал лекции о Пушкине, Горьком, Маяковском, проводил литературные вечера, посвященные отдельным чувашским писателям, изучал колхозную деятельность, собирал фольклор.
Для окончания института осенью 1937 года перевелся в Казанский педагогический институт, где в 1939 году получил квалификацию учителя средней школы.

### Творчество
Первые произведения Шавлы были опубликованы в 1931 году на страницах самарского литературного альманаха «Пӑр тапранчӗ» (Лёд тронулся) и газеты «Колхозник» (г. Самара). Многие его стихи посвящены Октябрьской революции 1917 года, В. И. Ленину, гражданской и Отечественной войнам. Шавлы является автором поэм «Зелёный памятник» (о Ленине), «Пионер из Киева», «Егор Мадуров», «Зоя» (о Великой Отечественной войне), «Звёздный человек» (о космонавте А. Г. Николаеве).
Поэма «Зоя», посвященная подвигу чувашской девушки-радистки Зои Семёновой, построена в форме задушевной беседы поэта с героиней, бесстрашно действовавшей в тылу врага.
Перу Шавлы принадлежит сатирический сборник «Указывая пальцем» («Пӳрнепе тӗллесе») и ряд очерков — сборник «Взял я гусли звонкие» («Кӗсле тытрӑм аллӑма»). Также Стихван Шавлы перевёл на чувашский язык ряд произведений М. Горького, П. П. Ершова, И. А. Крылова, М. Ю. Лермонтова, Н. А. Некрасова, Я. Райниса и других.

## Память
- Мемориальная доска на доме, где он жил в 1953—1975 (Чебоксары, бульвар Купца Ефремова, 1)

- Мемориальная доска на доме, где он жил в 1975—1976 (Чебоксары, ул. Гузовского, 5)[1].
- Улица Стихвана Шавлы в Ленинском районе Чебоксар[6].